# 冯诞
馮誕（467年—495年），字思政，北魏孝文帝的寵臣兼外戚，長樂郡信都縣（今河北省衡水市冀州區）人。

## 生平
冯熙和博陵長公主的儿子。小时候被姑母文明太后召入禁中。馮誕和孝文帝同岁同学，待遇親厚。娶孝文帝妹乐安长公主为妻，兩個異母妹均為皇后；任駙馬都尉、侍中、征西大將軍，封南平王。轉任儀曹尚書、知殿中事。馮誕和孝文帝同輿外出，同桌而食，同席而坐，寬雅恭謹。和孝文帝弟彭城王元勰、北海王元詳一起在禁中宿直，孝文帝与他親近。
492年（太和十六年）正月，冯诞任侍中、都督中外諸軍事、中軍将軍、特進、改封长乐郡公。10月，任司徒加車騎大将軍、太子太師。494年（太和十八年），冯诞从孝文帝南征。495年（太和十九年）二月，到鍾離，冯诞患病卧床。魏軍大军离开鍾離，留下馮誕，馮誕去世。孝文帝返軍，回到鍾離。拊尸恸哭，彻夜不止。把遺体運送到洛陽，举行葬儀。追贈假黄鉞、使持節、大司馬。谥号元懿。

## 家庭
妻子：献文帝女乐安公主
- 冯穆，尚孝文帝女顺阳公主[4]
  - 冯冏，字景昭，袭爵昌黎王。后因庶姓罢王，袭扶风郡公[5]
  - 冯峭，字子汉[6]

- 冯颢，袭封长乐郡公[7]，妻子元楚華，彭城王元勰女，始封光城县主[8]
- 冯宁：使持節、驃骑大將軍、開府儀同三司、侍中、左右光禄大夫、原州大中正、少師、鹽靈原綏兖五州諸軍事、五州刺史、壽張郡開國公[9]
  - 冯昱，使持節、柱國、南北二汾襄漯四州總管、郢靈漯三州諸軍事、三州刺史、東海郡開國公[10]
    - 冯世康，隋帥都督[11]
- 冯氏，预为太子元恂妃，以女幼，待年长[12]

## 传记資料
- 《魏書》卷83上 列传第71上
- 《北史》卷80 列传第68

1. ↑  墓誌記為思正
2. ↑  《馮誕墓誌》:「少尚於主，妹登后位。」
3. ↑  《魏书·卷八十三·列传外戚第七十一冯诞传》：诞与高祖同岁，幼侍书学，仍蒙亲待。尚帝妹乐安长公主
4. ↑  《魏书·卷八十三·列传外戚第七十一冯诞传》：穆，字孝和，袭熙爵。避皇子愉封，改扶风郡公。尚高祖女顺阳长公主，拜驸马都尉，历员外、通直散骑常侍。
5. ↑  《魏书·卷八十三上· 列传外戚第七十一上·冯诞传》：子冏，字景昭，袭爵昌黎王。寻以庶姓罢王，仍袭扶风郡公。
6. ↑  《魏书·卷八十三上·列传外戚第七十一上·冯诞传》：子峭，字子汉。齐受禅，例降。
7. ↑  《魏书·卷八十三上·列传外戚第七十一上·冯诞传》：穆弟颢，袭父诞长乐郡公。
8. ↑  《魏故使持节假黄钺侍中太师领司徒都督中外诸军事彭城武宣王妃李氏墓志铭》 ：

亡祖讳宝，使持节侍中镇西大将军开府仪同三司并州刺史炖煌宣公。亡父讳冲，司空清渊文穆 公。夫人荧阳郑氏。父德玄，字文通，宋散骑常侍，魏使持节冠军将军豫州刺史阳武靖侯。 兄延，今持节督光州诸军事左将军光州刺史清渊县开国侯。亡弟休纂，故太子舍人。弟延考，今太尉外兵参军。 姊长妃，适故使持节镇北将军相州刺史文恭子荧阳郑道昭。姊 伸王，适故司徒主簿荧阳郑洪建。姊令妃，适故使持节抚军青州刺史文子范阳卢道裕。妹 稚妃，适前轻车将军尚书郎中朝阳伯清河崔勗。妹稚华，适今太尉参军事河南元季海。子子讷，字令言，今彭城郡王。妃陇西李氏，父休纂。子子攸，字彦达，今中书侍郎武城县开 国公。子子正，字休度，今霸城县开国公。女楚华，今光城县主，适故光禄大夫长乐郡开 国公长乐冯颢。父诞，故使持节侍中司徒长乐元公。女季望，今安阳乡主，适今员外散骑 侍郎清渊世子陇西李彧，父延寔。妃讳媛华，陇西狄道县都乡和风里人。远胄高阳，遥源姬 水，蕴无名於柱下，播奇功於塞上。及大据河洛，光启霸功，道迈一匡，爵逾八命。
9. ↑  《大隋使持節儀同三司馮君墓誌》：君諱世康，豳州新平郡人也，轉屬原州平高縣伯達鄉南真里。遠祖龍昇燕代，弘開帝圖，曆紀盛根，因兹不绝。曾祖諱誕，使持節、都督征西征東南北行行臺、司空公、驸马、長樂王。祖諱宁，使持節、驃骑大將軍、開府儀同三司、侍中、左右光禄大夫、原州大中正、少師、鹽靈原綏兖五州諸軍事、五州刺史、壽張郡開國公。
10. ↑  《大隋使持節儀同三司馮君墓誌》：其父諱昱，使持節、柱國、南北二汾襄漯四州總管、郢靈漯三州諸軍事、三/州刺史、東海郡開國公。
11. ↑  《大隋使持節儀同三司馮君墓誌》：君諱世康，豳州新平郡人也，轉屬原州平高縣伯達鄉南真里……君即公之第五子，年十七，敕入國子學，仍充七十二數……上感誠節，仍許宿衛宫闈，標顯令名，蒙任親衛長上。既以動胄，詔授千牛，侍御非輕，委以深重，驅驰累載，名播於朝，進爵追榮，蒙授帥都督。屬兵車南討，罰罪江湖，遂發雄情，表乞申效。軍次林邑，便躍馬前驅，鐵騎霜明，飛鋒曜日，身充士卒，威武縱横，開萬重之圍，登百城之栅。烏合之類，倏爾雲销；蟻衆之徒，俄然電滅。于時塵驚陣後，霧起軍前，流矢縱横，飛鋒亂注。但天不祐德，禍濫及人，勇決前驅，奄從風燭，時年卅有四。即歸柩長安，招酹遊魂，權殯私第。論其功績，則韓白易/儔；語其雄情，則蕭曹可敵。威揚八表，名振六軍。勳著皇庭，功書竹帛。天子追悼，禮錫加焉。遂韶赠儀同三司，仍令子襲。即以大業二年十一月廿三日，葬於雍州長安縣福陽鄉脩福里。
12. ↑  《魏书》卷二十二《孝文五王传·元恂传》：初，高祖将为恂娶司徒冯诞长女，以女幼，待年长。